# Чёрная акулеола
Чёрная акулеола (лат. Aculeola nigra) — единственный вид акул рода акулеол (Aculeola), семейства этмоптеровых (Etmopteridae) отряда катранообразных. Эта небольшая малоизученная акула обитает в юго-восточной части Тихого океана на глубинах 110—560 м. Максимальный зарегистрированный размер не превышает 60 см. Размножается яйцеживорождением. У основания первого и второго спинных плавников имеется небольшой шип. Рацион состоит из небольших беспозвоночных и костистых рыб.

## Таксономия
Впервые вид был научно описан в 1959 году. Голотип, впоследствии утраченный, представлял собой самку длиной 48,8 см, пойманную у берегов Чили на глубине 110 м. Название рода происходит от слова лат. aculeus — жало, а видовой эпитет лат. niger означает — чёрный. 

## Ареал
Чёрные акулеолы  обитают в юго-восточной части Тихого океана вдоль побережий Перу и северной части Чили на глубинах от 110 до 560 м между 6° ю. ш. и 37° ю. ш. Они встречаются на континентальном шельфе и в верхней части материкового склона.  

## Описание
Тело вытянутое, довольно плотное, с короткой головой. Глаза довольно крупные. Ноздри обрамлены короткими складками кожи. Голова короткая, приплюснутая: длина головы меньше расстояния от рта до основания грудных плавников. Рыло усечённое, его длина составляет 1/4 длины головы. Ротовая щель подковообразная. Губы тонкие, без складок. На каждой челюсти приблизительно по 60 зубных рядов. Верхние и нижние зубы похожи друг на друга, оснащены узким остриём в виде крючка, края не зазубрены. 
У основания обоих спинных плавников имеются небольшие шипы. Первый спинной плавник очень длинный, его основание расположено позади основания грудных плавников. Второй спинной плавник меньше и короче первого, его основание расположено над основанием брюшных плавников. Грудные плавники закруглены. Анальный плавник отсутствует. Хвостовой плавник асимметричный, верхняя лопасть удлинены, вторая развита слабо. У края верхней лопасти имеется небольшая выемка. Латеральные кили на хвостовом стебле отсутствуют. Тело покрывают приподнятые узкие плакоидные чешуйки. Окраска чёрного цвета. Максимальная зарегистрированная длина 60 см.

## Биология
Чёрные акулеолы размножаются яйцеживорождением, в помёте минимум 3 детёныша. Длина новорожденных 13—14 см. Акулеолы питаются беспозвоночными и мелкими костистыми рыбами. Самки достигают половой зрелости при длине 52—54 см, а самцы — при 42—46 см.  

## Взаимодействие с человеком
Чёрная акулеола не представляет интереса для коммерческого рыболовства. В качестве прилова она иногда ловится глубоководными сетями. Данных для оценки Международным союзом охраны природы статуса сохранности вида недостаточно.